# Таовала
Таовала — це килимок у Тонзі, обмотаний навколо талії, який чоловіки та жінки носять під час офіційних випадків, подібно до краватки для чоловіків у європейській та північноамериканській культурі. Таовала також часто зустрічається серед островів Фіджійський Лау — регіону, який колись був під сильним впливом тонганської гегемонії та культурної дифузії.

## Використання
Королева Салот Туего III наказала таовала бути частиною державної службової форми. Таким чином, використання таовала чоловіків надзвичайно поширене в Тонга. Для жінок це зустрічається дещо рідше, оскільки вони віддають перевагу кієкі.
Стандартний виріб таовала для офіційного та напівформального одягу - це короткий килимок, що виходить на половину стегон. Його обмотують навколо талії і перев'язують кафою, традиційною мотузкою, часто виготовленою з плетеної кокосової койри або людського волосся, що належать померлому предкові. Килимок, який носять у святкові випадки, наприклад, на власне весілля, набагато більший, тонко сплетений і часто дуже красиво прикрашений. Цей прекрасний варіант таовала відомий як нгафінгафі і відповідає Тобто Того  самоанців. Цінність окремих нгафінгафі визначається кольором, який може варіюватися від вибіленого білого до насиченого відтінку засмаги або навіть кави, залежно від його віку; чим темніший колір, тим більший вік і вища цінність та престиж тонкого килимка. Таовала на похорон неприкрашений, сплетений з грубого боку листа пандануса. Якщо користувач має нижчий ранг померлого, тоді килимок, який надягають, буде старим, зношеним і зав’язаним таким чином, щоб обернути верхню частину тіла і завуалювати голову. Чим старше і порваніше, тим краще. Всі ці спеціальні килимки зберігаються як дорогоцінні реліквії.
Таовала є частиною колоа, ремісничі товари, вироблені жінками. Це може зробити кожна жінка. Якщо дівчата не навчаться цього вдома, цьому вчитимуть у школі. Однак деякі жінки спеціалізуються на рукоділлі та продають свою продукцію на ринку.

## Матеріали
Таовала може бути виготовлений з різних матеріалів, натуральних та представлених:
- Смужки пандануса листя, як правило, незабарвленого, хоча іноді використовуються чорні смуги, і рідко цільні. Смужки варіюються від грубих (15 мм або близько того, як для похоронів), щоб штрафувати (пару міліметрів, як таовала loukeha, в який одягнений один для відвідування короля). Килимки завжди плетуть вручну. Тому особливо тонкі килимки дуже трудомісткі у виготовленні, забирається багато часу і коштують дорого. Найдавніші та найцінніші тонганські витончені килимки зберігаються та носяться тонганською королівською родиною під час офіційних випадків.
- Смужки луб’яного волокна гібіскуса, звані фау. Так само як листя пандануса, але не настільки грубі, і як такі вони можуть бути заплетені різними візерунками, що швидше і дешевше, ніж плести їх вручну. Більшість таовала «державних службовців» створені таким чином.
- Пластик, особливо той, який отримують зі старих мішків з борошном, - кращий варіант швидкої альтернативи.

## Історія
До появи західного впливу чоловіки носили спідницю з бахромою  з природних матеріалів приблизно від 60-80 см завдовжки. Жінки традиційно  носили два килимки площею близько метр кожний, зроблені шляхом переплетення листя пандануса та гібіскуса  та підперезані поясом.  Діти зазвичай були голими.   Християнські місіонери, які почали прибувати наприкінці XIX століття, вплинули на уявлення островитян про скромність.